# Gara Angofa
Gara Angofa a fost o stație de cale ferată de pe linia Agnita, în Sighișoara, județul Mureș, România. Gara a fost deschisă în 1910 și închisă în 2001.